# Stipe Kedžo
Stipe Kedžo je bio trener RNK Splita i HNK Šibenika. 
 Trenirao je splitske Crvene. sredinom 90-ih godina 20. stoljeća.
Bio je i trener DOŠK-a iz Drniša.